# Ferhat Abbas
Ferhat Abbas, też Farhat, arab. ‏فرحات عباس‎ (ur. 24 października 1899 w At-Tahir; zm. 23 grudnia 1985 w Algierze) – algierski polityk i działacz niepodległościowy.

## Życiorys
W 1938 założył Algierską Unię Ludową, która głosiła program autonomii wewnętrznej i zrównania w prawach osadników francuskich z ludnością tubylczą. W 1946 powołał Demokratyczną Unię Manifestu Algierskiego. Od 1955 był członkiem Frontu Wyzwolenia Narodowego. W latach 1958–1961 stał na czele Tymczasowego Rządu Republiki Algierskiej z siedzibą w Tunezji. W latach 1962–1963 pełnił funkcję przewodniczącego Narodowego Zgromadzenia Konstytucyjnego Algierii, co dawało mu wówczas pozycję głowy państwa. W wyniku różnic w kierownictwie FWN wycofał się z polityki.